# 베라 게드로이츠
베라 이그나티예바 게드로이츠 여공(女公) (러시아어: Княжна Ве́ра Игна́тьевна Гедро́йц; 1870년 4월 19일(구력 4월 7일) ~ 1932년 3월)는 러시아화된 리투아니아의 귀족가문 출신 여성으로, 외과 의사 겸 대학교수, 시인 겸 수필가이자 러시아의 첫 여자 외과의사이다. 세계 최초의 여성 외과의학 교수 중 한 사람이기도 하며, 시인이자 작가였다. 1889년 시인으로 첫 입문하였다.

## 생애

게드로이츠 가문의 문장(紋章)

리투아니아의 귀족가문인 게드로이츠(Giedroyć) 가문 출신으로, 오룔주 슬로보디셰에서 러시아어를 모국어로 하는 환경에서 출생하여 지난날 한때 키예프에서 잠시 유아기를 보낸 적이 있는 그녀는 상트페테르부르크에서 공부하던 중, 페테르 레스가프트 교수의 조언으로 외국 유학을 하게 되는데 당시 러시아에서 여성은 고등교육을 받을 수가 없었기 때문이었다. 스위스의 로잔 대학에서 César Roux 교수에게 의사로서의 훈련을 받았다. 그러나 부모의 질병과 자매의 사망은 그녀를 1900년에 러시아에 다시 돌아오게 했다.
러일전쟁 중 그녀의 개복술(開腹術, laparotomy)는 높은 성공률을 거두었다. 1909년 게드로이츠는 차르스코예 셀로의 궁정병원으로 전근했으며, 거기에서 황실 의사로 일했다.
시인 입문 20년차이기도 하였던 1909년, 차르스코예 셀로라는 거기에서 시인협회에 가입해 세르게이 게드로이츠라는 필명으로 시를 발표하기도 했다.
1917년 2월 혁명 후, 그녀는 다른 친척들처럼 차르스코예 셀로로 피난하지 않았다. 일부 전기작가는 제 1차 세계대전에서 부상당한 그녀가 수도원병원에서 치료를 받으면서 간호사인 마리아 니로트 백작부인(Мария Дмитриевна Нирод, 1879년~1965년)과 가까워졌을 것이라고 추측한다. 미망인인 니로트 백작부인과 그녀의 두 자녀와 함께 게드로이츠는 키예프의 크루글로 대학街(Круглоуниверситетская улица) 7번지의 아파트에 정착했는데, 이들과 가족처럼 살면서 "사실혼" 관계처럼 살았다.
1921년 키예프 의학연구소에서 교편을 잡았으며, 1923년 교수, 1930년 학부장이 되었다. 그러나 2년 후에 암으로 사망했으며, 키예프에 묻혔다.

## 참고 자료
- Contributions to medicine[깨진 링크(과거 내용 찾기)]
- Biography at narod.ru
- "Princess Vera Gedroits: military surgeon, poet, and author." BMJ. British medical journal [0959-8138] Bennett yr:1992 vol:305 pg:1532